# Ribariće
Ribariće (cyr. Рибариће) – wieś w Serbii, w okręgu raskim, w gminie Tutin. W 2011 roku liczyła 947 mieszkańców.